# Parsons, West Virginia
Parsons är administrativ huvudort i Tucker County i West Virginia i USA. Orten har fått sitt namn efter markägaren Ward Parsons. Enligt 2010 års folkräkning hade Parsons 1 485 invånare.